# Гай Бруттий Презент (консул 246 года)
Гай Бруттий Презент (лат. Gaius Bruttius Praesens) — римский государственный деятель и сенатор середины III века.

## Биография
Презент происходил из луканского патрицианского рода Бруттиев. Его отцом, по всей видимости, был консул 217 года Гай Бруттий Презент. Если это так, то его двоюродной бабушкой была Бруттия Криспина, супруга императора Коммода. О самом Презенте известно только лишь то, что он занимал должность ординарного консула в 246 году вместе с Гаем Аллием Альбином. Возможно, он был дедом Бруттия Презента, упоминаемого в надписи конца III века.